# Ferroskutterudite
La ferroskutterudite (simbolo IMA: Fskt) è un raro minerale del supergruppo della perovskite, all'interno del quale viene collocato nel gruppo delle perovskiti non stechiometriche e da lì al sottogruppo della skutterudite; appartiene alla famiglia minerale dei "solfuri e solfosali" con composizione chimica FeAs3.
È l'analogo del ferro della nickelskutterudite e della skutterudite.

## Etimologia e storia
La ferroskutterudite è stata chiamata in questo modo nel 2007 da Ernst M. Spiridonov, Yulia D. Gritsenko e Inna Michailovna Kulikova per via della sua relazione della skutterudite e del suo contenuto di ferro.

## Classificazione
La classica nona edizione della sistematica dei minerali di Strunz, aggiornata dall'Associazione Mineralogica Internazionale (IMA) fino al 2009, elenca la ferroskutterudite nella classe "2. Solfuri e solfosali (solfuri, seleniuri, tellururi; arseniuri, antimoniuri, bismuturi; solfoarseniuri, solfoantimonuri, solfobismuturi, ecc.)" e nella sottoclasse "2.E Solfuri metallici, M: S ≤ 1:2"; questa viene ulteriormente suddivisa in base al rapporto metallo/zolfo e alla composizione chimica del minerale, il modo da trovare la ferroskutterudite nella sezione "2.EC M:S = 1:>2" dove insieme a kieftite, nickelskutterudite e skutterudite forma il sistema nº 2.EC.05.
La medesima classificazione è mantenuta anche nell'edizione successiva, proseguita dal database "mindat.org" e chiamata Classificazione Strunz-mindat.
Nella Sistematica dei lapis (Lapis-Systematik) di Stefan Weiß la ferroskutterudite si trova nella classe dei "solfuri e solfosali (solfuri, seleniuri, tellururi, arsenuri, antimoniuri, bismutidi)" e nella sottoclasse dei "solfuri con [rapporto] metallo: S,Se,Te < 1:1", dove forma il sistema nº II/D.29 insieme a gaotaiite, iridisite, kieftite, nickelskutterudite e skutterudite.
Anche nella classificazione dei minerali secondo Dana, usata principalmente nel mondo anglosassone, la ferroskutterudite si trova nella classe dei "solfuri e solfosali" e nella sottoclasse dei "minerali solfuri"; qui è nella sezione dei "solfuri – compresi seleniuri e tellururi – con la composizione AmBnXp, con (m+n):p=1:2" dove forma il sistema nº 02.12.17 insieme a skutterudite, nickelskutterudite e kieftite.

## Abito cristallino
La ferroskutterudite cristallizza nel sistema cubico con il gruppo spaziale Im3m (gruppo nº 229) con la costante di reticolo a = 8,17(1) Å, oltre ad avere 8 unità di formula per cella unitaria.

## Origine e giacitura
La ferroskutterudite è stata trovata principalmente nelle vene idrotermali di dolomite-calcite e nelle vene di apofillite-anidrite-carbonati in un deposito idrotermale magmatico di antimoniuro-arseniuro di cobalto-nichel; la paragenesi è con wurtzite, sfalerite, galena, calcopirite, pirrotite, cubanite e calcocite.
La ferroskutterudite è un minerale molto raro ed è stata trovata solo in pochi siti: la miniera "Komsomol'skii" (69.536°N 88.4622°E) nella penisola del Tajmyr (Russia), che è la località tipo del minerale; oltre ad essa si conoscono il distretto minerario di "Dobšiná" presso l'omonima città in Slovacchia; ad Allerdale in Cumbria (Inghilterra); nella miniera di uranio nº 9 presso Háje in Boemia Centrale (Repubblica Ceca); a Saint-Léonard-de-Noblat (Nuova Aquitania, Francia); a Schenkenzell (nel Baden-Württemberg, Germania).
In Italia la ferroskutterudite è stata trovata nella miniera "Fenugu Sibiri" presso Gonnosfanadiga (Sardegna).

## Forma in cui si presenta in natura
La ferroskutterudite forma solitamente grani di dimensioni 30-100 µm.
Il colore del minerale è argenteo con lucentezza metallica; il colore del suo striscio è nero.